# Resolutie 1016 Veiligheidsraad Verenigde Naties
Resolutie 1016 van de Veiligheidsraad van de Verenigde Naties werd unaniem aangenomen op 21 september 1995.

## Achtergrond
In 1980 overleed de Joegoslavische leider Tito, die decennialang de bindende kracht was geweest tussen de zes deelstaten van het land. Na zijn dood kende het nationalisme een sterke opmars, en in 1991 verklaarden verschillende deelstaten zich onafhankelijk. Hierop namen de Servische minderheden in Kroatië en Bosnië en Herzegovina de wapens op, en namen grote delen van het grondgebied in. In augustus 1995 zette Kroatië een groot offensief ("Operatie Storm") in, gevolgd door een Kroatisch-Bosnisch offensief, waarbij de Serviërs werden teruggedrongen en ten slotte gedwongen om het Verdrag van Dayton te accepteren.

## Inhoud
De Veiligheidsraad:
- herinnert aan zijn voorgaande resoluties over dit onderwerp;
- is diep bezorgd om de militaire situatie in Bosnië en Herzegovina en de humanitaire crisis;
- is zeker bezorgd om de humanitaire gevolgen van de gevechten en de opnieuw tienduizenden vluchtelingen;
- herhaalt zijn steun aan de principeverklaring van Genève van 8 september;
- is erg bezorgd om alle offensieven en vijandelijkheden;

1. bemerkt de verzekeringen van Bosnië en Herzegovina en Kroatië over de offensieven in West-Bosnië en merkt op dat die zijn vertraagd;
2. betreurt de slachtoffers onder de Deense vredestroepen;
3. roept alle partijen op om het geweld te stoppen en een staakt-het-vuren te bereiken;
4. roept de betrokken lidstaten op om naar een vreedzame oplossing toe te werken en te zorgen dat de partijen geen voordeel halen uit de huidige situatie;
5. eist dat de partijen onderhandelen over een duurzame vrede;
6. herhaalt dat er geen militaire oplossing kan zijn voor het conflict;
7. vraagt alle landen en internationale organisaties om meer te doen voor de vluchtelingen;
8. vraagt de secretaris-generaal om zo snel mogelijk informatie over de humanitaire situatie te bezorgen.
9. besluit om actief op de hoogte te blijven.

## Verwante resoluties
- Resolutie 1010 Veiligheidsraad Verenigde Naties
- Resolutie 1015 Veiligheidsraad Verenigde Naties
- Resolutie 1019 Veiligheidsraad Verenigde Naties
- Resolutie 1021 Veiligheidsraad Verenigde Naties

Lijst ·  970 ·  971 ·  972 ·  973 ·  974 ·  975 ·  976 ·  977 ·  978 ·  979 ·  980 ·  981 ·  982 ·  983 ·  984 ·  985 ·  986 ·  987 ·  988 ·  989 ·  990 ·  991 ·  992 ·  993 ·  994 ·  995 ·  996 ·  997 ·  998 ·  999 ·  1000 ·  1001 ·  1002 ·  1003 ·  1004 ·  1005 ·  1006 ·  1007 ·  1008 ·  1009 ·  1010 ·  1011 ·  1012 ·  1013 ·  1014 ·  1015 ·  1016 ·  1017 ·  1018 ·  1019 ·  1020 ·  1021 ·  1022 ·  1023 ·  1024 ·  1025 ·  1026 ·  1027 ·  1028 ·  1029 ·  1030 ·  1031 ·  1032 ·  1033 ·  1034 ·  1035